# 南美洲友好城市或姐妹城市列表

以下為南美洲國家城市與各個城市結為友好城市或姐妹城市之列表。通常他們會被稱為「友好城市」（通常在歐洲）或者「姐妹城市」（通常在其他地方）。儘管大部分包括的地方為城鎮，但該列表還包括具有相似聯繫的村、市、區和郡。

## 玻利維亞
埃爾阿爾托
- 哥倫比亞麥德林

科恰班巴
- 祕魯阿雷基帕[2]
- 義大利貝加莫[3]
- 阿根廷科尔多瓦[4]
- 中華人民共和國昆明市[5]
- 烏拉圭蒙得维的亚[6]

科羅伊科
- 烏拉圭蒙得维的亚

奧魯羅
- 祕魯利馬

帕佩爾潘帕市
- 西班牙萊加內斯

拉巴斯
- 巴拉圭亞松森
- 哥倫比亞波哥大
- 德國波恩
- 烏拉圭卡內洛內斯市鎮（英语：Municipality of Canelones）
- 古巴哈瓦那
- 委內瑞拉解放者玻利瓦爾市
- 烏拉圭蒙得维的亚
- 俄羅斯莫斯科
- 厄瓜多基多
- 巴西里約熱內盧
- 巴西聖保羅[10]
- 中華民國臺北市[11]
- 西班牙薩拉戈薩

波托西
- 祕魯庫斯科

薩卡瓦
- 墨西哥杜蘭戈

薩邁帕塔
- 德國薩爾費爾德

聖克魯斯-德拉謝拉
- 巴拉圭亞松森[15]
- 阿根廷科尔多瓦[4]
- 巴西库里蒂巴[16]
- 哥倫比亞麥德林[17]
- 阿根廷拉普拉塔[18]
- 阿根廷羅薩里奧[19]
- 阿根廷聖米格爾-德圖庫曼[20]
- 西班牙聖克魯斯-德特內里費[21]
- 中華民國臺中市[22]
- 中華民國臺南市[23]

西卡亞市
- 瑞典北泰利耶市鎮

蘇克雷
- 阿根廷拉普拉塔[18]
- 阿根廷聖米格爾-德圖庫曼[20]

塔里哈
- 巴拉圭亞松森[15]
- 比利時布拉斯哈特[25]
- 西班牙伊涅斯塔[26]
- 巴拉圭聖伯納迪諾[27]
- 阿根廷聖何塞德梅坦[28]
- 比利時圖爾奈[29]
- 阿根廷卡洛斯帕斯鎮[30]

烏里翁多
- 阿根廷門多薩

## 哥倫比亞
科達齊
- 義大利盧戈

亞美尼亞城
- 美國多拉[33]
- 哥倫比亞麥德林[1]

巴兰基亚
- 巴勒斯坦伯利恆[35]
- 美國布朗斯維爾
- 美國多拉
- 中華民國高雄市[36]
- 美國邁阿密
- 中華人民共和國南京市
- 巴拿馬巴拿馬城
- 巴西里約熱內盧[37]
- 美國坦帕
- 俄羅斯圖拉[38]

貝約
- 墨西哥聖尼古拉斯-德洛斯加爾薩

波哥大
- 阿根廷布宜諾斯艾利斯[40]
- 西班牙卡迪斯[41]
- 美國芝加哥[42]
- 墨西哥莱昂[43]
- 祕魯利馬[44]
- 英國英格蘭倫敦[45]
- 西班牙馬德里[46]
- 玻利維亞拉巴斯[9]
- 厄瓜多基多[47]
- 西班牙聖費[48]
- 南韓首爾[49]

布卡拉曼加
- 巴西里貝朗普雷圖

布加
- 西班牙瓜達拉哈拉

卡利
- 美國檀香山[52]
- 烏拉圭蒙得维的亚[6]

卡塔赫納
- 墨西哥阿卡普尔科[53]
- 葡萄牙英雄港[54]
- 巴西卡舒埃拉[55]
- 西班牙卡迪斯[56]
- 墨西哥坎佩切[57]
- 羅馬尼亞康斯坦察[58]
- 美國科勒尔盖布尔斯[59]
- 墨西哥普埃布拉[60]
- 波多黎各聖胡安[61]
- 西班牙塞维利亚[62]
- 美國聖奧古斯丁[63]

奇金基拉
- 墨西哥梅里達市鎮（英语：Mérida Municipality）

瓜切內
- 美國普雷里維尤（英语：Prairie View, Texas）

伊瓦格
- 中華人民共和國成都市
- 西班牙維多利亞

伊塔圭
- 墨西哥薩爾蒂約

馬尼薩萊斯
- 西班牙貝尼多姆[68]
- 愛爾蘭科克[69]
- 美國邁阿密[70]
- 阿根廷羅薩里奧[19]
- 墨西哥聖路易斯波托西[71]
- 薩爾瓦多索亞潘戈[72]

曼塔
- 美國普雷里維尤（英语：Prairie View, Texas）

曼薩納雷斯
- 墨西哥梅里達市鎮（英语：Mérida Municipality）

麥德林
- 玻利維亞埃爾阿爾托
- 哥倫比亞亞美尼亞城
- 巴拉圭亞松森[74]
- 阿根廷阿韋利亞內達
- 墨西哥貝尼托華雷斯市鎮（英语：Benito Juárez Municipality, Quintana Roo）
- 西班牙毕尔巴鄂
- 巴西沙佩科
- 智利康塞普西翁
- 美國勞德代爾堡
- 墨西哥蒙特雷
- 美國橙縣[75]
- 巴拿馬巴拿馬城
- 墨西哥莫雷洛斯港市鎮（英语：Puerto Morelos Municipality）
- 厄瓜多基多
- 阿根廷羅薩里奧
- 宏都拉斯圣佩德罗苏拉
- 玻利維亞聖克魯斯-德拉謝拉
- 厄瓜多聖多明各
- 烏拉圭塔夸倫博
- 智利瓦爾帕萊索[76]

潘普洛納
- 西班牙潘普洛納

帕斯托
- 厄瓜多昆卡

佩雷拉
- 美國迈阿密-戴德县

波帕揚
- 義大利卡爾塔尼塞塔[79]
- 厄瓜多昆卡[32]
- 西班牙馬拉加[80]

庫庫塔
- 西班牙萊加內斯

聖菲德安蒂奧基亞
- 西班牙特魯希略

圖盧阿
- 祕魯阿特區

圖馬科
- 烏拉圭蒙得维的亚

## 厄瓜多
安巴托
- 西安牙聖費[48]
- 中華人民共和國溫州市[84]
- 墨西哥哈拉帕[85]

昆卡
- 印尼萬隆[86]
- 巴西贝洛奥里藏特
- 葡萄牙布拉加
- 祕魯卡哈馬卡
- 哥倫比亞卡門德比博拉爾
- 古巴西恩富戈斯
- 西班牙昆卡
- 祕魯庫斯科
- 墨西哥瓜納華托
- 巴西瓜魯柳斯
- 中華人民共和國淮安市
- 美國紐華克[87]
- 哥倫比亞帕斯托
- 美國皮克斯基爾[88]
- 哥倫比亞波帕揚
- 阿根廷羅薩里奧
- 阿根廷薩爾塔
- 墨西哥聖米格爾德阿連德[89]
- 美國坦佩
- 中華人民共和國西安市[90]

埃斯梅拉達斯
- 西班牙貝尼多姆[91]
- 烏拉圭蒙得维的亚[6]

瓜蘭達
- 美國約翰遜城

瓜亞基爾
- 美國休士頓[93]
- 祕魯赫蘇斯瑪麗亞區[83]
- 中華人民共和國上海市[94]

洛哈
- 祕魯奇克拉约
- 祕魯拉瓦卡區
- 祕魯聖地亞哥德蘇爾科
- 祕魯比查亞爾區

馬卡拉
- 西班牙萊加內斯

曼塔
- 俄羅斯符拉迪沃斯托克（海參崴）

巴克里索莫雷諾港
- 美國教堂山

基多
- 哥倫比亞波哥大[47]
- 西班牙加的斯[97]
- 美國科勒尔盖布尔斯[59]
- 卡達杜哈[98]
- 中華人民共和國廣州市[99]
- 巴西瓜魯柳斯[100]
- 波蘭克拉科夫[101]
- 祕魯利馬[44]
- 美國路易維爾[102]
- 西班牙馬德里[46]
- 尼加拉瓜馬拿瓜[103]
- 哥倫比亞麥德林[1]
- 墨西哥墨西哥城[104]
- 玻利維亞拉巴斯[9]
- 中華民國臺北市[11]

里奧班巴
- 美國诺沃克

薩利納斯
- 美國索爾茲伯里

聖多明各
- 哥倫比亞麥德林

特納
- 美國聖塔克拉利塔

## 福克蘭群島
史坦利
- 英國蘇格蘭埃爾德里
- 英國英格蘭惠特比

## 圭亚那
喬治敦
- 中華人民共和國福州市[109]
- 千里達與托巴哥西班牙港[110]
- 美國圣路易斯[111]

林登
- 中華人民共和國南川區

## 巴拉圭
亞松森
- 巴西巴西利亞[113]
- 阿根廷布宜諾斯艾利斯[40]
- 巴西坎皮納斯[114]
- 烏拉圭卡內洛內斯[115]
- 巴西沙佩科[74]
- 日本千葉市[116]
- 巴西库里蒂巴[16]
- 巴西弗洛里亚诺波利斯[117]
- 烏拉圭佛羅里達[118]
- 西班牙馬德里[46]
- 哥倫比亞麥德林[74]
- 美國迈阿密-戴德县[78]
- 烏拉圭蒙得维的亚[119]
- 玻利維亞拉巴斯[9]
- 阿根廷拉普拉塔[18]
- 厄瓜多基多[120]
- 阿根廷里奧夸爾托[121]
- 阿根廷羅薩里奧[19]
- 哥斯大黎加聖荷西[122]
- 玻利維亞聖克魯斯-德拉謝拉[15]
- 多明尼加聖多明哥[123]
- 巴西聖保羅[10]
- 巴西聖維森特[124]
- 南韓松坡區[125]
- 中華民國臺北市[11]
- 玻利維亞塔里哈[126]
- 西班牙維多利亞[127]
- 阿根廷耶爾瓦布埃納[128]

費爾南多德拉莫拉
- 巴西弗洛里亚诺波利斯[117]
- 美國匹茲堡[129]
- 巴西桑托斯[130]

阿爾蒂加斯將軍鎮
- 烏拉圭弗賴本托斯

埃爾南達里亞斯
- 巴西福斯-杜伊瓜蘇

佛朗哥總統城
- 瑞士阿夸羅薩[133]
- 巴西弗洛里亚诺波利斯[117]
- 阿根廷伊瓜蘇港[134]

聖伯納迪諾
- 玻利維亞塔里哈

聖胡安內波穆塞諾
- 捷克共和國什捷霍維採（英语：Štěchovice）

聖瑪利亞
- 美國海斯

阿耶斯鎮
- 美國弗里蒙特

## 祕魯
阿雷基帕
- 智利阿里卡
- 義大利比耶拉
- 美國夏洛特
- 玻利維亞科恰班巴
- 阿根廷科連特斯
- 墨西哥瓜納華托
- 中華人民共和國廣州市
- 智利伊基克
- 巴西林斯
- 美國茂宜县
- 墨西哥莫雷利亞
- 巴西蓬塔格羅薩
- 墨西哥普埃布拉
- 委內瑞拉韦拉克鲁斯

阿特區
- 哥倫比亞圖盧阿
- 西班牙巴列德特拉帕加-特拉帕加蘭
- 阿根廷瑪麗亞鎮

卡亞俄
- 烏克蘭鲍里斯皮尔[138]
- 波多黎各科梅里奧
- 羅馬尼亞康斯坦察[58]
- 波多黎各馬亞圭斯
- 波多黎各克布拉迪亞斯
- 波多黎各聖赫爾曼
- 巴西桑托斯
- 智利瓦爾帕萊索[76]
- 墨西哥韦拉克鲁斯[85]

查克拉卡約區
- 美國斯諾夸爾米

奇克拉约
- 厄瓜多洛哈

欽博特
- 美國彭薩科拉

庫斯科
- 希臘雅典
- 菲律賓碧瑤市
- 巴勒斯坦伯利恆
- 宏都拉斯科潘魯伊納斯
- 厄瓜多昆卡
- 古巴哈瓦那
- 美國澤西市
- 以色列耶路撒冷
- 北韓開城市
- 波蘭克拉克夫
- 墨西哥墨西哥城
- 俄羅斯莫斯科
- 玻利維亞拉巴斯
- 玻利維亞波托西
- 墨西哥普埃布拉[141]
- 巴西里約熱內盧
- 烏茲別克撒馬爾罕
- 美國坦佩[142]

拉瓦卡區
- 厄瓜多洛哈

赫蘇斯瑪麗亞區
- 厄瓜多瓜亞基爾

利馬
- 土耳其阿克希薩爾[7]
- 巴拉圭亞松森
- 美國奧斯汀[143]
- 中華人民共和國北京市
- 哥倫比亞波哥大
- 法國波爾多
- 阿根廷布宜諾斯艾利斯[40]
- 美國克利夫蘭[144]
- 孟加拉達卡[7]
- 墨西哥瓜達拉哈拉[145]
- 土耳其卡拉喬班[146]
- 烏克蘭基輔
- 西班牙馬德里[46]
- 美國邁阿密
- 玻利維亞奧魯羅[7]
- 義大利佩斯卡拉[7]
- 厄瓜多基多
- 薩爾瓦多聖薩爾瓦多
- 哥斯大黎加聖安娜區[147]
- 巴西聖保羅
- 中華人民共和國上海市[94]
- 美國斯坦福[148]
- 中華民國臺北市[11]

米拉弗洛雷斯區
- 智利拉斯孔德斯
- 美國彭薩科拉[140]
- 薩爾瓦多松索納特
- 智利比尼亚德尔马[149]

皮斯科
- 法國干邑[150]
- 西班牙赫雷斯-德拉弗龍特拉
- 阿根廷羅薩里奧[19]
- 墨西哥特基拉

皮烏拉
- 美國奧克拉荷馬市[151]
- 西班牙特魯希略[82]

聖博爾哈區
- 以色列拉馬特甘

聖伊西德羅區
- 阿根廷布蘭卡港

聖地亞哥德蘇爾科區
- 美國加斯托尼亞
- 厄瓜多洛哈

坦博德莫拉區
- 烏拉圭蒙得维的亚

特魯希略
- 墨西哥梅特佩克
- 義大利帕比洛尼斯
- 西班牙特魯希略[82]

比查亞爾區
- 厄瓜多洛哈

薩爾瓦多鎮
- 荷蘭阿姆斯特爾芬[153]
- 荷蘭阿納姆[154]
- 西班牙聖科洛馬-德格拉馬內特[155]
- 德國蒂宾根[156]

## 蘇里南
馬羅韋訥區
- 比利時科克賽德

帕拉马里博
- 中華人民共和國杭州市[158]
- 美國迈阿密-戴德县[78]
- 印尼日惹[159]

## 烏拉圭
阿特蘭蒂達
- 巴西新漢堡

阿蒂加斯
- 阿根廷巴拉那

卡內洛內斯
- 巴拉圭亞松森[115]
- 巴西新漢堡[160]
- 玻利維亞拉巴斯[9]

海岸城
- 美國好萊塢

科洛尼亚-德尔萨克拉门托
- 瓜地馬拉安地瓜[163]
- 葡萄牙基馬拉斯[164]
- 阿根廷莫龍[161]
- 巴西奧林達[165]
- 巴西佩洛塔斯[166]
- 阿根廷基爾梅斯[167]

多洛雷斯
- 阿根廷多洛雷斯（英语：Dolores, Buenos Aires）

佛羅里達
- 巴拉圭亞松森[118]
- 中華人民共和國甘肅省[168]
- 中華人民共和國開封市[169]
- 中華人民共和國瀋陽市[170]

弗賴本托斯
- 巴拉圭阿爾蒂加斯將軍鎮

馬爾多納多
- 巴西格拉馬杜[171]
- 美國迈阿密-戴德县[78]
- 阿根廷拉普拉塔[18]
- 智利巴拉斯港[172]

蒙得维的亚
- 阿根廷海軍上將布朗鎮（英语：Almirante Brown Partido）
- 智利阿里卡
- 巴拉圭亞松森[119]
- 西班牙巴塞隆納
- 尼加拉瓜布盧菲爾茲
- 阿根廷布宜諾斯艾利斯
- 巴西巴西利亞
- 西班牙加的斯
- 哥倫比亞卡利
- 玻利維亞科恰班巴
- 阿根廷哥多華
- 玻利維亞科羅伊科
- 巴西库里蒂巴[16]
- 厄瓜多埃斯梅拉達斯
- 阿根廷胡爾林漢
- 古巴哈瓦那
- 西撒哈拉阿尤恩
- 委內瑞拉解放者玻利瓦爾市
- 西班牙馬德里[46]
- 阿根廷馬德普拉塔
- 義大利新馬爾西科
- 西班牙梅利利亞
- 美國蒙得維的亞[173]
- 玻利維亞拉巴斯
- 阿根廷拉普拉塔
- 海地太子港
- 巴西里約熱內盧
- 阿根廷羅薩里奧
- 玻利維亞聖克魯斯-德拉謝拉
- 阿根廷圣菲[174]
- 哥斯大黎加塔拉曼卡縣
- 祕魯坦博德莫拉區
- 義大利蒂托
- 哥倫比亞圖馬科

新埃爾韋西亞
- 瑞士蘇賓根

埃斯特角城
- 巴西巴內阿里約坎博里烏[176]
- 墨西哥貝尼托華雷斯市（英语：Benito Juárez Municipality, Quintana Roo）[177]
- 阿根廷馬德普拉塔[161]
- 西班牙馬貝拉[178]
- 巴西阿雷格里港[179]

羅薩里奧
- 瑞士蘇賓根

薩爾托
- 阿根廷薩爾托（英语：Salto, Buenos Aires）

塔夸倫博
- 哥倫比亞麥德林

## 委內瑞拉
卡拉卡斯
- 西班牙阿德赫[180]
- 墨西哥瓜達拉哈拉[181]
- 美國檀香山[52]
- 西班牙馬德里[46]
- 西班牙梅利利亞[182]
- 美國新奥尔良[183]
- 巴拿馬巴拿馬城[184]
- 阿根廷羅薩里奧[19]
- 巴西里約熱內盧[37]
- 西班牙聖克魯斯-德特內里費[185]
- 多明尼加聖多明哥[186]
- 伊朗德黑蘭[187]
- 西班牙維戈[188]

解放者玻利瓦爾市
- 卡達杜哈[189]
- 烏拉圭蒙得维的亚[6]
- 玻利維亞拉巴斯[9]

科洛尼亞托瓦爾
- 保加利亞大特爾諾沃市

迪戈鮑蒂斯塔烏瓦內哈市
- 美國好萊塢

聖安娜德爾塔奇拉
- 阿根廷科尔多瓦

聖安娜德科羅
- 阿根廷拉普拉塔

庫馬納
- 土耳其特佩巴斯（英语：Tepebaşı, Eskişehir）

庫馬納
- 美國新奥尔良[183]
- 羅馬尼亞普洛耶什蒂[192]

馬拉凱
- 俄羅斯伊熱夫斯克

梅里達
- 墨西哥梅里達市鎮（英语：Mérida Municipality）[64]
- 墨西哥瓦哈卡[194]

埃爾托庫約
- 祕魯阿雷基帕

瓦倫西亞
- 保加利亞普羅夫迪夫[195]
- 西班牙瓦倫西亞[196]